# Meritokrati
Meritokrati (af merit, fra latin: mereō, "jeg fortjener", og -krati, fra oldgræsk: κρατος, krátos – "styre") er en politisk styreform hvor magten uddeles til dem der anses for at fortjene den, altså på basis af merit. Man kan få magten i et sådant system ved at klare sig godt i eksaminationer og/eller ved at kunne demonstrere indsigt, kunnen, viden og erfaring inden for et relevant område.
Princippet er, at "dem der fortjener magten (dem med størst merit) har magten", men det kan være vanskeligt at vurdere hvem, der har størst merit, idet der ikke nødvendigvis er fastlagt en metode, der fortæller hvordan man skal vurdere folk, og hvad man skal vurdere folk på baggrund af. I dag er den mest almindelige form for vurdering af meritter universitetsuddannelsen, akademiske bedrifter og erhvervserfaring.
Termen meritokrati blev brugt for første gang af den britiske politiker og sociolog Michael Young i hans satiriske essay The Rise of the Meritocracy (1958), hvor termen havde en udpræget negativ ladning. Konceptet stammer dog helt tilbage fra det 6. århundrede f.Kr. i Kina hvor den kinesiske filosof Konfutse udtænkte tanken om at magten skulle have hjemmel i merit, hvilket førte til et kinesisk administrativt meritokrati med eksaminationer af de offentlige ansatte. I det 4. århundrede f.Kr. talte de græske filosofer Platon, Sokrates og Aristoteles også for meritokrati i og med de talte for at de vise, altså filosofferne, skulle regere. I det 7. århundrede efter Muhammads død blev Rashidun-kalifatets valg og lederskab baseret på merit. I det 17. århundrede spredes meritokratiet som koncept fra Kina til det britiske Indien og derefter til det kontinentale Europa og USA. Voltaire og Quesnay skrev positivt om ideen. Den første europæiske stormagt som implementerede meritokratiske embedseksamener var det britiske Imperium i deres administration over Indien. I det 19. århundrede blev det danske tidlige enevælde i stadig højere grad gjort meritokratisk siden der blev indført en juridisk og teologisk embedseksamen som forudsætning for adgang til offentligt embede. I USA blev "the Pendleton Civil Service Reform Act" gennemført, hvilket betød at embedsjob skulle baseres på merit, gennem konkurrencedygtige embedseksamener. De australske offentlige universiteter fik i selv samme periode meritokratiske idealer. I det 20. århundrede markerede Erik Scavenius, Danmarks 27. statsminister, starten på meritokratiets indtog i dansk politik.
I nutiden finder man bl.a. regeringer med meritokratiske idealer i Storbritannien, Singapore og Ecuador. Tidligere regeringsleder Theresa May ønskede at Storbritannien blev et godt meritokrati. Det Singaporeanske parti, People's Action Party, der udgør regeringen, har beskrevet meritokrati som et af deres fire vigtigste idealer. Ecuadors Arbejdsministerium implementerer meritokratiske idealer for embedsmændene.

## Definitioner

### Tidlige definitioner
Den mest almindelige definition af meritokrati konceptualiserer kvalifikationerne i form af testede kompetencer og evner, som højst sandsynligt er målt med IQ-tests eller standardiserede tests. I en stat eller et andet forvaltningssystem er meritokrati i en administrativ forståelse et system, hvor opgaver og ansvar uddeles til individer baseret på deres "meritter", dvs. deres intelligens, kvalifikationer og uddannelse, ud fra evaluering og eksaminationer.
I en mere generel forstand kan et meritokrati forstås som en hvilken som helst form for regering eller styreform, der er baseret på kvalifikationer. Ordet "meritokratisk" har udviklet en bredere definition, og kan dermed bruges til at betegne enhver regering, som styres af "en indflydelsesrig klasse af veluddannede mennesker."
Dette står i kontrast til Michael Youngs oprindelige, men fordømmende, brug af udtrykket i 1958. Her definerede han det som et system, hvor "merit sidestilles med intelligens-plus-indsats, og besidderne af dette identificeres i en tidlig alder og udvælges til en passende intensiv uddannelse, samt en besættelse af kvantificering og beståelse af tests."
Meritokrati er i en bredere forstand en hvilken som helst bedømmelse med grundlag i udviste meritter. Sådanne bedømmelser beskrives ofte i sociologi og psykologi. Tilhængere af meritokratier er ikke nødvendigvis enige om, hvad der ligger i merittens natur. De er dog ofte enige om, at merit i sig selv bør være den primære faktor i et sådan system. Således kan meritterne strække sig ud over intelligens og uddannelse til alle former for psykisk eller fysisk talent eller til arbejdsmoral.
Retorisk set, er det at kunne demonstrere ens merit og ekspertise inden for et specielt område knyttet til det aristoteliske begreb "Ethos". Den tilsvarende aristoteliske opfattelse af meritokratiet er baseret på aristokratiske eller oligarkiske strukturer, frem for den moderne stats rammer.

### Nyere definitioner
Selvom meritokrati er et relativt nyopfundet ord (1958), så stammer konceptet om en regering, der er baseret på standardiserede prøver helt tilbage fra Konfutses værker. Det første meritokrati var implementeret i det andet århundrede af Han-dynastiet, som introducerede verdens første embedseksamener, der evaluerede embedsmændenes meritter. Meritokratiet spredte sig som koncept fra Kina til det britiske Indien i det 17. århundrede og derefter ind i Europa og USA.
Med oversættelsen af de konfucianske tekster under oplysningstiden nåede konceptet ud til intellektuelle i Vesten, der begyndte at se det som et alternativ til de traditionelle gamle europæiske regimer. Snigmordet på den amerikanske præsident James A. Garfield i 1881 kaldte på en udskiftning af det amerikanske spoilssystem med et meritokrati. I 1883 blev "The Pendleton Civil Service Reform Act" gennemført. Det betød, at job i regeringen skulle tildeles på baggrund af meritter vurderet ved konkurrencedygtige eksamener, snarere end på baggrund af politiske venskaber eller politiske tilhørsforhold.
I dag er den mest almindelige form for vurdering af meritter universitetsuddannelsen. Det er dog et uperfekt meritokratisk vurderingssystem blandt andet på grund af manglen på globale ensartede standarder, manglende omfang (ikke alle hverv er inkluderet) og mangel på tilgængelighed (nogle talentfulde personer har ikke muligheden for at deltage pga. prisen, især i udviklingslande). Ikke desto mindre tjener akademiske grader alligevel en grad af meritokratisk vurdering af merit i mangel på en bedre metode. Uddannelse kan ikke alene udgøre et meritokratisk system siden meritokratiet automatisk må betro magt og autoritet, hvilket et uddannelsessystem ikke kan opnå alene.

## Etymologi
Ordet "meritokrati" er en hybriddannelse af det latinske ord for "fortjeneste" og det græske for "styre" - den korrekte græske form vil være axiokrati.
Selvom konceptet har eksisteret i århundrede er termen "meritokrati" relativt ny. Den var først brugt af den britiske politiker og sociolog Michael Young i hans satiriske essay The Rise of the Meritocracy, der afbildede Storbritannien som under styre af en regering, der favoriserede intelligens og evne (merit) over alt andet. Han beskriver styret som en kombination af latin: mereō, "jeg fortjener", og -krati, fra oldgræsk: κρατος, krátos – "styre", som bliver til meritokrati.
I hans bog har udtrykket en udpræget negativ ladning. Young stiller spørgsmålstegn både ved legitimiteten af udvælgelsesprocessen, som giver adgang til at blive en del af eliten, og ved konsekvenserne af at blive styret af en så smalt defineret gruppe. Essayet er skrevet i førsteperson hvor det skal forstille at være en fiktiv historisk fortæller fra 2034 der skriver. Den fiktive fortæller beskriver den britiske politisk situation før og efter krigen med fiktive fremtids-begivenheder som skal forstille at være både kortsigtede og langsigtede konsekvenser af meritokratiet.
Essayet var baseret på en tendens hos de daværende regeringer om at ignorerede uddannelsessystemet mangler og uddannelsessystemets uegnethed til at udvælge samfundets talentfulde.
Youngs fiktive fortæller forklarer, at de som bidrager mest til samfundet ikke er den massive befolkning, men i stedet den kreative minoritet. På den anden side hævder han, at der er ofre for fremgang hvis indflydelse undervurderes, og at der fra en sådan upåvirkelig tilslutning til naturvidenskab og intelligens opstår arrogance. Dette problem udtrykker han med frasen "Enhver udvælgelse af én er en fravælgelse af mange".
Essayet var også brugt i Hannah Arendts essay Crisis in Education(Krise i uddannelsen), fra 1958, hvor hun referer til meritokrati i det engelske uddannelsessystem.

## Historie

### Oldtiden

#### Kina
Skolesystemet i oldtidens Kina er det tidligste eksempel på et administrativt meritokrati. Det var baseret på eksaminationer af de offentlige ansatte. Konceptet stammer fra det 6. århundrede f.Kr., da systemet forsvares af den kinesiske filosof Konfutse, som "udtænkte tanken om at de der havde magten skulle have den på grund af merit, og ikke på grund af arvet status. Dette starter udvikling af rigs-eksaminationerne man skal bestå for at have mulighed for at blive en del af bureaukratiet."
Som Qin- og Han-dynastierne udviklede et meritokratisk system for at beholde magten over det store imperium, så blev det også nødvendigt for regeringen, at opretholde et komplekst netværk af embedsmænd. Embedsmænd kunne komme fra fattige områder, og embederne var ikke forbeholdt adlen. Efter Han-dynastiets fald blev ni-rangs-systemet etableret under "tre-kongeriger" perioden.

Ifølge Princeton Encyclopedia on American History (Princetons Enclopedia om Amerikansk Historie):
| Citat | Et af de tidligste eksempler på merit-baseret ansættelse af embedsmænd eksisterede i det kejserlige bureaukrati i Kina. Det spores tilbage til Han-dynastiet fra 200 år f.kr., der implementerede konfucianisme som basis for systemets politiske filosofi og struktur, hvilket inkluderede den revolutionerende ide om at udskifte adlen (hvis magt opnås gennem arv) med dydige og ærlige ledere, og talte derved for udnævnelse af embedsmænd baseret på merit. Systemet tilladte alle der bestod en bestemt eksamen at blive embedsmand, en position der ville give hele familien velstand og ære. Den første europæiske embedseksamen opstod ikke i Europa, men derimod i Indien, sandsynligvis pga. kinesisk indflydelse, hvor det britisk-styret firma East India Company ["øst-indisk virksomhed"] hyrede og forfremmede ansatte på baggrund af konkurrencedygtige eksamener for at forbygge korruption og favorisering. | Citat |
|       | |       |

#### Grækenland
Både Platon og Aristoteles var fortalere for meritokrati. Platon argumenterede i Staten for, at de vise skulle regere, og dermed skulle regenterne være filosoffer. Sokrates mente, at folk kun vil modstride ideen om denne styreform fordi de har en forkert ide om hvad en ægte filosof er. Sokrates og Adeimantus er enige om at det vil være svært at lave en stat der ledes af filosofer - men bestemt ikke umuligt.
Sokrates siger, at regenterne i et land skal have en god uddannelse, og de skal testes om de er kvalificeret til at lede en stat. Sokrates taler også for at regenterne skal have moderation, balance og selvkontrol. Sokrates udtrykker at den mest vigtige del af regentens uddannelse er noget Sokrates finder vigtigere end selveste retfærdighed, visdom og mod: ideen om det gode. Dermed mente Sokrates, at regenterne også skulle være dydige.

### Middelalderen: Mellemøsten
Efter Muhammads død 632 år e.Kr. debatterede ansvaret om hvem der skulle overtage Muhammads muslimske affærer mens Muhammads familie havde travlt med hans begravelse. Umar og Abu Ubaidah Ibn Al-Jarrah lovede deres loyalitet til Abu Bakr hvorefter Ansar og Quraysh fulgte trop. Abu Bakr blev derfor den første Khalīfatu Rasūli l-Lāh "Efterfølgeren til Guds budbringer", eller kalif, og indledte kampanger for at udbrede islam. Først undertvang han sig de arabiske stammer der havde hævdet, at selvom de havde løftet deres troskab til Mohammad og accepteret islam så skyldte de ikke Abu Bakr noget. Som kalif var Abu Bakr ikke monark og fik aldrig en sådan titel. I stedet var Rashidun-kalifatets valg og lederskab baseret på merit.

### Det 18. århundrede: spredning til Europa
Meritokratiet som koncept spredtes fra Kina til det britiske Indien i det syttende århundrede og derefter til det kontinentale Europa og USA. Med oversættelsen af de konfucianske tekster under oplysningstiden nåede meritokratiet som koncept ud til de intellektuelle i Vesten, som så det som et alternativ til oldtidens traditionelle regimer i Europa. Voltaire og François Quesnay skrev positivt om ideen. Voltaire påstod, at kineserne havde "perfektioneret moralsk videnskab", og Quesnay talte for et økonomisk og politisk system inspireret af det kinesiske.
Den første europæiske stormagt som succesfuldt implementerede meritokratiske embedseksamener var det britiske Imperium i deres administration over Indien: "virksomhedsledere hyrede og fyrede medarbejdere på baggrund af konkurrencedygtige eksaminationer, for at forbygge korruption og favorisering." Britiske koloniale administratorer gik ind for udbredelsen af systemet til resten af det daværende britiske rige. Heraf var den største fortaler Thomas Taylor Meadows, Storbritanniens konsul i Guangzhou, Kina. Meadows argumenterede succesfuldt i sit værk Desultory Notes on the Government and People of China [dansk: Usammenhængende bemærkninger om regeringen og befolkningen i Kina], publiceret i 1874, at "den lange varighed af det kinesiske imperium skyldes udelukkende den gode regering, der kun består af udvalgte mennesker med merit og talent", og at briterne skulle reformere deres embedssystem ved at gøre det mere meritokratisk. "Denne praksis blev senere adopteret af det britiske hovedland, inspireret af det kinesiske embedssystem, i slutningen af det 19'ende århundrede."
Den britiske filosof og polyhistor John Stuart Mill talte for meritokratiet i sin bog Considerations on Representative Government [dansk: Betragtninger om repræsentative regeringer]. Hans ide var at give flere stemmer til de mere uddannede vælgere. Hans synspunkter er forklaret i Estlund (2003:57-8):
Mills forslag om flere stemmer har to motiver. Det første motiv er at forhindre én gruppe eller klasse i at kunne kontrollere den politiske proces, selv uden at skulle give begrundelser for at få tilstrækkelig medhold. Han kalder dette klasselovgivningens problem. Siden den mest talrige klasse også er af levere uddannelsesniveau og social placering kunne klasselovgivningen afhjælpes ved at give de som er højere placeret flere stemmer. Et andet, og lige så vigtigt, motiv for en at fordele stemmer forskelligt er at undgå, at give lige stor indflydelse til alle uden at tage deres merit, intelligens, uddannelse el.lign. i betragtning. Han mener, at det er af fundamental vigtighed, at politiske institutioner indbefatter forståelsen i systemets fundament at nogle holdninger er mere værd end andre. Han siger ikke direkte, at dette er en måde at producere bedre politiske beslutninger på, men det er svært at forstå hans andet argument på nogen anden måde end ved at forstå det sådan. Så hvis Aristoteles har ret i at et valg er bedst hvis der er mange som stemmer, så er dette en grund til at give alle eller mange borgere stemmer, men det beviser ikke endnu, at den klogere/visere del af befolkning skal have, lad os sige, to eller tre stemmer. Sammensat med Mills ide ville systemet både værdsætte de forskellige perspektiver samt den større visdom de få har. Denne kombination af de platoniske og aristokratiske pointer er til dels hvad jeg finder formidabelt ved Mills forslag om vægtet stemmer. Det er også til fordel for hans synspunkt, at han ikke kun vil give dette privilegie til de vise men i stedet til de uddannet. Selv hvis man enes om at de vise skal have magten ville der være et seriøst problem om hvordan man skal identificere dem. Dette bliver særdeles vigtigt hvis en succesfuld politisk retfærdiggørelse skal være generelt accepteret af dem magten udøves overfor (befolkningen). I den sammenhæng ville en priviligering af de vise ikke kun kræve, at de er vise nok til at være bedre magtindehavere, men, mere krævende, at deres visdom kan accepters blandt alle (eller de fleste) rimelige borgere. Jeg vender mig mod den nedenstående forestilling om en retfærdiggørelse. Mills ide er meget plausibel: god uddannelse fremmer borgernes evne til at styre mere fornuftigt.

#### Danmark
Forudsætningen for, at en aristokratisk godsejer kunne bevare sin velstand og ikke blive en almindelig borger, var at han skulle leve op til meritokratiets normer. Man måtte være dygtig for at klare sig. I det 18. århundrede blev dette et styrende princip.

### Det 19. århundrede

#### Danmark
Embedsstanden i det tidlige enevælde blev i stadig højere grad gjort meritokratisk i og med at en juridisk og teologisk embedseksamen blev indført som forudsætning for adgang til offentligt embede. I 1790 skrev P.A. Heiberg at ordener var noget man hængte på idioter, men i 1808 blev Ordenskapitlet reformeret, og princippet for tildelingen af ordener skulle nu forstås som et udtryk for en persons erkendte borgerværd, som det blev formuleret. Ordensvæsenet blev en meritokratisk institution i aristokratisk klædedragt.
Steen Steensen Blicher formulerede princippet for den nye tids adel i en karakteristik af ”Danmarks nuværende tilstand”, som han skrev i anledningen af prins Frederik (VII) Carl Christians første bryllup:
| Citat                  | I Danmark er Adelstanden netop hvad den uden de øvrige Stænders Forurettelse kan og bør være: arveberettiget til Forfædres hædrede Navne, levende Monumenter om Fortids Daad og Opmuntringer til Efterligning; men Embeder, Magt og Formue – derfor maae hver især selv arbejde, og derom kappes med Borgerlige. Hiin latterlige Ahnestolthed, hiin Ringeagt for de øvrige Medborgere, hiin oligarchiske Standsaand, der før 1660 i Danmark og endnu i de fleste europæiske Lande signaliserer Adelen, er derfor her ukjendt, eller i det højeste kun som et latterligt Spøgerie. Ægteskaber og selskabelig Omgang forbinder Adel og Borgerstand til et lige Samfund. Kongen er den store Families Fader, alle Undersaatterne hans Børn, iblandt hvilke ingen Førstefødselsret, ingen Forkjerlighed, ingen Tilsidesættelse finder Sted. | Citat |
| Steen Steensen Blicher | |       |

Blicher hylder i sin tekst de meritokratiske værdier, men teksten er også et udtryk for at disse værdier slet ikke var sluppet fuldt igennem.

#### USA
I USA brugte det føderale bureaukrati spoilssystemet fra 1828 indtil snigmordet på præsident James A. Garfield i 1881. To år senere i 1883 blev systemet ændret af "the Pendleton Civil Service Reform Act", som delvist var baseret på det britisk meritokratiske embedssystem, der blev etableret nogle år forinden. Loven fastsatte at embedsjob skulle baseres på merit, gennem konkurrencedygtige embedseksamener i stedet for politikere og politisk tilhørsforhold. Lovgivningen gjorde det også ulovligt at fyre eller hyre nogen på politisk grundlag.
For at håndhæve det meritokratiske og juridiske system fastsatte loven også en "civil service" [dansk: embeds-] kommission. I det moderne amerikanske meritokrati må præsidenten udgive et lille antal jobs, som skal godkendes af senatet.

#### Frankrig
Napoleon erklærede at placering i den franske hær og jobbet som embedsmænd fremover ville være baseret på merit snarere end familiebaggrund.
På St. Helena forsøgte Napoleon bevidst, at definere hvordan eftertiden ville huske ham:
| Citat              | Eftertiden vil give mig retfærdighed … Jeg hævede mig selv fra at være ingenting til at blive den mest magtfulde monark i hele verdenen. Europa var ved mine føder … Jeg har altid haft den holdning at suveræniteten lå i folket. Faktisk var den kejserlige regering en slags republik. Ved nationens kald til dens overhoved var min maksime, la carrière est ouverte aux talents (karrieren er åben overfor talent), uden forskelsbehandling baseret på fødsel (familiær baggrund) eller held – og dette system af lighed er grunden til at dit oligarki hader mig så meget. | Citat |
| Napoleon Bonaparte | |       |

Napoleon sagde altså at ens karriere og hvor langt man kan nå i ”systemet” må baseres på talent og merit.

#### Australien
I 1850 etablerede Australien offentlige universiteter med det mål at fremme meritokrati ved at sørge for avanceret uddannelse og oplysning. Uddannelsessystemet var ment til middelklasses mænd af forskellige sociale og religiøse oprindelser. Herefter kunne de fattigere bruge det, så de der kom fra udkanten, kvinder og til sidst etniske minoriteter også fik lov til at benytte det. Det blev altså hurtigt udvidet til at alle der kom fra det offentlige skolesystem kunne benytte det. Både middelklassen og arbejderklassen har fremmet ideen om meritokrati med det store engagement i sammenhold og politisk lighed.

### Det 20. århundrede

#### Danmark
Erik Scavenius, Danmarks 27. statsminister, var en rigtig meritokrat. Han markerede ikke kun afslutningen på en epoke, men også begyndelsen på meritokratiets indtog i politik. Erik Scavenius’ bror Jacob Brønnum Scavenius havde også stærke meritokratiske værdier. Familien udgør i virkeligheden et regulært politisk-meritokratisk dynasti i Danmark.
Hal Koch (kritiker af meritokrati) gengiver i bogen "Hvad er demokrati" Vinding Kruses (fortaler for meritokrati) argumentation for meritokrati - som han har fra Vinding Kruses bog "Det kommende Samfund" (1944). Vinding Kruse starter med at påstå, at de fleste mennesker har en meget dårlig forståelse af og endnu mindre interesse for retfærdighed. Kruse henviser til Platon som indså at forudsætningen for at retfærdighed kommer igennem er, at de som forstår retfærdighed kommer til råde. Platon mente, at det var filosofferne, fordi de havde "tænkt over tingene". Kruse siger, at det må være den dygtige fagmand der bestemmer i staten, som det angiveligt er tilfældet andre steder. Kruse kommer med det eksempel, at hvis borgerne i en by vil lave en bank, så udpeger man pengekyndige folk til at styre banken. Det leder Kruse til konklusionen om, at hvis selv styrelsen af en ”lille” bank kræver fagkyndige, så må den største og vanskeligste opgave, nemlig statens ledelse især kræve fagkyndig ledelse med rette kvalifikationer.

Hal Koch er til dels uenig med Vinding Kruse og som svar på Kruses fremførte argumenter kommer han bl.a. med historien om Capua omtalt af historikeren Livius.
I byen Capua var der ved at blive en revolution. Byens borgere var utilfredse med det aristokratiske byråd. Der var en mand af adelen, som forbandt sig med pøblen, Mago, hed han, mener Koch. Mago sagde, at folkets kritik var rettet og forslog at det var rimeligt at henrette hele det aristokratiske byråd. Han indskød dog, at henrettelsen først måtte ske så snart der var valgt et nyt bystyre. Det aristokratiske byråd blev spærret inde, medens folket forsamles på torvet for at vælge nye byrådsmedlemmer. Der kom mange forslag. Ved den førstes navn råbte man op om, at han havde begået underslæb, den næste forekom der påstande om at han var moralsk bedærvet. Ligeledes gik det alle de andre forslag. Til sidst sagde Mago, at da det ikke havde vist sig muligt at finde bedre byrådsmedlemmer burde man lukke aristokraterne ud og lade dem genoptage deres embede, hvilket der var tilslutning til.
Hal Koch mener i modsætning til Kruse at hvis der er ”menneske vækkelse, oplysning og opdragelse” af folket, så behøver man ikke kløgtige ledere (meritokrati).

## Socialdarwinisme
Socialdarwinisme er en samfundsteori, der mener, at Darwins evolutionsteori om naturlig udvælgelse ikke kun er en model for udvikling af biologiske egenskaber i en population, men også er en model for menneskelige sociale strukturer (institutioner) – hvor eksistensen af de sociale institutioner implicit bliver erklæret som normative. Socialdarwinismen deler sine rødder med tidlig progressivisme, og var mest populært i perioden fra slutningen af 1900-tallet til slutningen af 2. verdenskrig. Fortalere for socialdarwinisme hævder, at teorien (evolutionsteorien) retfærdiggør social ulighed som værende meritokratisk. Darwin anvende kun sin model i en biologisk forstand, og det er andre tænkere og teoretikere, som har anvendt Darwins model på forekomsten af social ulighed blandt mennesker. I bogen Meritokratisk Uddannelse og Social værdiløshed (Palgrave, 2012) hævder filosoffen Khen Lampert at uddannelses-meritokrati blot er en postmoderne version af socialdarwinisme.

## Meritokrati i nutiden

### Storbritannien
Theresa May, Storbritanniens daværende premierminister, fortalte i sin tale "Britain, the great meritocracy: Prime Minister's speech", den 9. september 2016, om sin vision om at Storbritannien skulle være et ægte meritokrati, faktisk verdens bedste meritokrati. Hun uddybede visionen med et ønske om, at Storbritannien skulle være et land, hvor alle har en fair chance for at komme så langt som ens talent og hårde arbejde tillader det. Hun ønskede et land hvor ens placering i samfundet baseres på merit og ikke arvede privilegier. May mente, at for at Storbritannien kan blive et stort meritokrati skal der leveres rigtige social-reformer med indflydelse på alle samfundets lag, heriblandt en forbedring af skolesystemet. For at denne forandring til et meritokrati kan ske, så mente May også, at der skal ske et skift i den underliggende filosofi bag regeringers tænkning og handlen.

### Singapore
People's Action Party (PAP), den singaporeanske regering, skriver, at meritokrati er et af partiets grundlæggende og vedvarende værdier. Regeringens mission er bl.a. at bygge et samfund der er meritokratisk: "Et system der giver borgere lige muligheder for fremgang, og et system der anerkender og værdsætter en persons bidrag på basis af merit." Singapore beskriver også meritokrati som et af sine officielle retningslinjer for udarbejdelse af indlandspolitiske love. Her lægges der vægt på akademiske kvalifikationer som en objektiv måling af merit.
Der er den kritik, at den singaporeanske befolkning, under dette system, i stadig højere grad bliver opdelt i forskellige sociale lag, og at eliten bliver udformet ud fra et smalt segment af befolkningen. Singapore har et øgende niveau af vejledning af børn, og de bedste vejledere er ofte betalt bedre end skolelærerene. Fortalere for systemet vender tilbage til den gamle kinesiske talemåde "Velstand passerer ikke tre generationer" (Kinesisk: 富不过三代), hvilket antyder, at nepotismen af eliten eventuelt vil blive, og er ofte, udskiftet af de som befinder sig lavere i hierarkiet.
Singaporeanske akademikere revurderer kontinuerligt anvendelsen af meritokrati som et ideologisk redskab, og hvordan det er brugt til at omfatte det regerende partis målsætninger. Professor Kenneth Paul Tan hos Lee Kuan Yew School of Public Policy hævder, at ”meritokrati i forsøget på at isolere merit ved at behandle folk med fundamental forskellig baggrund som overfladisk ens, kan være et princip der ignorerer og endda skjuler de virkelige fordele og ulemper som er ujævnt fordelt til forskellige samfundsgrupper i et naturligt ulige samfund, en praksis som faktisk fastholder denne fundamentale ulighed. På denne måde har folk der er valgt af meritokratiet pga. merit allerede nydt af de urimelige fordele fra begyndelsen, og det ignoreres i overensstemmelse med princippet om ikke-diskrimination."
Meritokratiet i den singaporeanske kontekst relateres til anvendelsen af pragmatisme som en ideologisk enhed der kombinerer streng adlydelse overfor markeds-principperne uden nogen aversion mod den sociale manipulation og ringe tilbøjelighed over for den klassiske sociale vældfærdsisme, er yderligere illustreret af Kenneth Paul Tan i den efterfølgende tekst:
| Citat            | Der er en stærk kvalitet i Singapores pragmatisme, og en stærk pragmatisk kvalitet i ideologiske forhandlinger indenfor dynamikken i hegemoni. I dette komplekse forhold har kombinationen af ideologisk og pragmatisk manøvreringen over årtierne resulteret i den historiske regeringsdominans af PAP i samarbejde med global kapital hvis interesser er blevet prioriteret uden megen forbehold. | Citat |
| Kenneth Paul Tan | |       |

### Ecuador
I Ecuadors forfatning, artikel 228, står der at man skal gennem en meritokratisk eksamination, hvis form er foreskrevet ved lov, før man kan blive embedsmand. Indenfor Ecuadors Arbejdsministerium blev Ecuadors Institut for Meritokrati skabt under teknisk rådgivning fra den singaporeanske regering. Institutionen blev oprettet med det formål at styrke forvaltningen i Ecuador ved at sikre gennemførelsen af et system der vælger de bedst egnede til embedserhvervet, vurderet efter evner og kompetencer. Dette skulle forbedre Ecuadors konkurrenceevne og fremme ekspertisen i de statslige institutioner. Den 1. februar 2016 overtog Ecuadors Arbejdsministerium de opgaver der tidligere var varetaget af Ecuadors Institut for Meritokrati.

## Meritokrati som samfundsform
Meritokrati er, udover at være en styreform, også betegnelsen for en samfundsform hvor meritter er afgørende for den enkeltes position i samfundet.

## Moderne meritokratiske bevægelser

### Osho
Ifølge Osho bør kun personer med relevante kvalifikationer have lov til at stemme. Osho mente også, at alle politikere burde have passende universitetsgrader: "kun verdens genier bør regere". Osho foreslog, at først bør alle de forskellige nationer blive meritokratier, derefter kunne de alle samles til ét globalt meritokrati.

### The Meritocracy Party
I 2007 publicerede en anonym britisk gruppe kaldet The Meritocracy Party sit første partiprogram, til hvilket de nu har tilføjet mere end to millioner ord angående emnet (drøftende Hegel, Rousseau, Charles Fourier, Henri de Saint-Simon, og andre forskellige filosoffer, videnskabsmænd, reformatorer, og revolutionære). Kort fortalt ønsker The Meritocracy Party at opnå følgende:
1. En verden, hvor ethvert barn får en lige chance for succes i livet.
2. Afskaffelsen af partipolitik
3. Kun dem med en relevant uddannelse og erhvervserfaring skal have lov til at stemme snarere end blot alle, som har nået en alder af 18 eller 21.
4. Introduktionen af arveafgifter på 100%, så den super rige elite ikke længere kan give deres velstand videre til blod de få (deres privilegerede børn) i stedet for fællesskabet. Det ville betyde slutningen på elitære dynastier og arvelige monarki.
5. Et radikalt reformeret uddannelsessystem baseret på MBTI personlighedstyperne og indsigt fra radikale innovatører såsom Rudolf Steiner og Maria Montessori.
6. At udskifte fri markedskapitalisme med social-kapitalisme og udskifte demokrati med et fuldt ud gennemsigtigt meritokratisk republik under en meritokratisk grundlov.
7. Slutningen på nepotisme, diskrimination, privilegier og ulige chancer.

På deres website lister The Meritocratic Party 5 meritokratiske principper og 13 primære mål.
The Meritocracy International påstår at være vært for alle meritokratiske politiske partier i verden og stedet hvor disse kan findes efter oprindelsesland.

## Programmering
På grund af naturen bag online interaktion, hvor identitet og anonymitet er lettere administreret end i direkte interaktion er effekterne af offline social ulighed tænkt som meningsløse i online fællesskaber. Intelligens, indsats, uddannelse og personlighed kan let fremføres i online interaktion, mens en persons køn, race, religion og social status let tilsløres eller efterlades helt uberørt.

### Open-source software projekter
GNOME Foundation, Apache Software Foundation, Mozilla Foundation og The Document Foundation er eksempler på (open source) organisationer der officielt påstår at være meritokratier.

## Kritik
Betegnelsen “meritokrati” opstod egentlig som et negativt koncept. Et af de primære bekymringer med meritokrati er den usikre definition af “merit". Hvad der tænkes som merit-værdigt kan variere med holdninger omkring hvilke kvaliteter der tænkes som mest værdige. Det rejser spørgsmålet om hvilken ”merit” der er den højeste – eller sagt på en anden måde, hvilken standard er den ”bedste” standard. Den formodede effektivitet af et meritokrati er baseret på den formodet kompetence hos des embedsmænd. Denne standard af merit kan ikke være vilkårlig og bør også reflektere de kompetencer stillingen kræver.
Pålideligheden hos den autoritet og det system som vurderer enhver individs merit er en anden pointe til bekymring. Siden et meritokratisk system er afhængige af en standard af merit for at kunne vurdere og sammenligne folk, så har systemet dette er gjort af at være pålideligt for at forsikre at ens vurderet merit faktisk reflekterer ens potentielle evner. Standardiseret prøver, som afspejler den meritokratiske sorteringsproces, er kommet under kritik for at være for faste og ude af stand til præcist at vurdere mange værdifulde egenskaber eller potentialer hos studerende. Uddannelsesteoretiker Bill Ayers, som kommenterer de standardiseret prøvers begrænsninger, skriver at ”Standardiseret prøver ikke kan vurdere initiativ, kreativitet, forestillingsevne, konceptuel tænkning, nysgerrighed, indsats, ironi, vurderingsevne, engagement, nuance, god vilje, etiske overvejelser og en lang række andre værdifulde dispositioner og attributter. Hvad de kan vurdere og tælle er isoleret evner, specifikke fakta og funktioner, viden om indhold – de mindst interessante og mindst betydelige aspekter ved læring." Merit determineret gennem den subjektive evaluering af lærere er upålidelige, siden holdninger, indsigt, fordomme og lærerenes standard varierer meget. Hvis evalueringssystemet er korrupt, ugennemsigtigt, holdningsbaseret eller vildledt, så kan beslutningen angående hvem der har den højeste merit være meget fejlbar.
Niveauet af uddannelse, krævet for at blive konkurrencedygtig i et meritokrati, kan også blive dyrt. Det begrænser effektivt kandidaturet til en magtposition til dem med de nødvendige midler (penge) til at blive uddannet. Et eksempel på dette er en kinesisk student og selverklæret messias, Hong Xiuquan, som selvom han rangeret førstepladsen i den indledende prøve til den landsækkende kejserlige eksamen, så var han ude af stand til at få yderligere uddannelse. Selvom han prøvede at studere privat var Xiuquan i sidste ende ikke konkurrencedygtig i senere eksaminationer og derfor ikke i stand til at blive bureaukrat. Dette økonomiske aspekt siges at fortsætte nu til dags i lande uden gratis uddannelse. Som eksempel har man USA’s højesteret, der udelukkende består af dommere fra de prestigefyldte, men meget dyre, universiteter Harvard og Yale, og generelt kun tager retslige ekspedienter, som har gået på et top 5 universitet, i betragtning, selvom de to universiteter, i 1950’erne, kun udgjorde en femtedel af dommerne. Selv hvis uddannelse er gratis, så vil de resurser som forældre stiller til rådighed til den studerende (f.eks. vejledere, eksamensforberedelse, og økonomisk støtte til leveomkostninger) påvirke chancen for at opnå en højere uddannelser og dermed påvirke studentens sociale position i et meritokratisk system.
En anden bekymring er angående princippet om inkompetence, eller Peter-princippet. Ud fra princippet tænkes det at som folk stiger i et meritokratisk samfund gennem det sociale hierarki ved påvisning af merit vil man eventuelt opnå, og sætte sig fast på, et niveau der er for svært til at man kan fungere effektivt. Simplificeret: man bliver forfremmet til inkompetence. Dette princip forslås at reducere effektiviteten af et meritokratisk system hvor den formodet, primære og praktiske fordel er kompetence hos de som styrer samfundet.
Meritokratiet også er blevet kritiseret af lighedsforkæmpere (egalitarisme) som blot en myte, som kun tjener til at retfærdiggøre status quo, hvor dens fortalere er hykleriske ift. ligestilling.
Khen Lampert har argumenteret for, at princippet om meritokrati stammer fra neo-kapitalistiske ideer om aggression og konkurrence.
Chris Hayes, en forfatter fra venstrefløjen, har tilskrevet det, han kalder "Fejlens årti" – som omfatter 9/11, Enron-skandalen, invasionen af Irak, orkanen Katrina, subprime-krisen, og den Store Recession til en forringelse af USA's meritokratiske system til et system af plutokrati.

## Fodnoter
1. ↑  "Confucius invented the notion that those who govern should so because of merit and not inherited status, setting in motion the creation of the imperial examinations and bureaucracies open only to those who passed tests"[27]
2. ↑  Se Estlund (2003) for en opsummering og diskussion.